# Asura percurrens
Asura percurrens là một loài bướm đêm thuộc phân họ Arctiinae, họ Erebidae.